# Parque nacional de Jericoacoara
El Parque Nacional de Jericoacoara se encuentra en los municipios de Jijoca de Jericoacoara, Cruz y Camocim, en la costa oeste del estado de Ceará, en Brasil. Tiene una superficie de 8.850 hectáreas. El perímetro del parque es de 49.929,4 metros. Es administrado por el Instituto Chico Mendes de Conservación de la Biodiversidad (ICMBio). Se encuentra a 300 km al oeste de la capital del estado, Fortaleza. Alberga la internacionalmente conocida playa de Jericoacoara.

## Objetivos
Proteger y conservar muestras de los ecosistemas costeros, asegurando la preservación de sus recursos naturales y proporcionar la investigación científica, la educación ambiental y el ecoturismo.

## Acerca de Jericoacoara

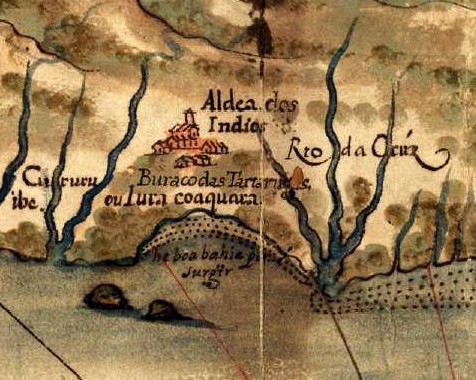
Detalle mapa de la costa de Ceará, en 1629, de Albernaz I, destacando Jericoacoara.

La palabra proviene de Jericoacoara en tupi (una lengua indígena) y significa "casa de las tortugas". Es una ciudad y una playa de Ceará, así como el nombre del parque nacional creado en su entorno. Jericoacoara es un lugar con condiciones favorables para el windsurf y sandboard. Jericoacoara es un área de protección ambiental desde 1984, y parque nacional desde 2002 para proteger y preservar la belleza natural.

## Historia
Un hecho de cierta importancia histórica es el informe de Vicente Yáñez Pinzón (Capitán de la nao La Niña, de la flota de Cristóbal Colón), que ancló en la bahía de Jericoacoara en 1499. Pero no fue confirmado oficialmente en el tiempo como resultado del Tratado de Tordesillas, firmado en el mismo año.